# Штайндель, Бруно
Карл Бруно Штайндель (нем. Karl Bruno Steindel; 29 августа 1866, Цвиккау — 4 мая 1949, Санта-Моника) — немецкий и американский виолончелист.
Сын музикдиректора Цвиккау. С ранних лет учился играть на скрипке, в семейном квартете Штайнделей (с отцом и двумя братьями) играл на фортепиано. Затем перешёл на виолончель и учился в Дрездене у Фридриха Грюцмахера. Некоторое время играл в оркестре Крефельдского театра, затем в 1889—1891 гг. концертмейстер виолончелей Берлинского филармонического оркестра.
В 1892 г. по приглашению Теодора Томаса перебрался в США, чтобы занять место концертмейстера в новосозданном Чикагском симфоническом оркестре. Выступал с оркестром как солист (в том числе на премьере концерта для виолончели с оркестром Артура Фута, 1894). Как ансамблист участвовал в различных составах, выступал также в дуэте со своей женой Матильдой, пианисткой, и в составе трио Штайнделей, с нею и старшим братом Альбином Штайнделем, скрипачом.
В 1918 г. был уволен из оркестра в рамках расследования антиамериканских настроений у музыкантов немецкого происхождения (после вступления США в Первую мировую войну): ученик Штайнделя Вальтер Фернер заявил, что Штайндель позволил себе ряд нелояльных высказываний и напевал ругательные слова при исполнении оркестром гимна «Звёзды и полосы». В течение одного сезона был концертмейстером одной из чикагских оперных трупп. Жена Штайнделя Матильда в 1921 г. покончила с собой — согласно некоторым публикациям того времени, не вынеся позора, обрушившегося на её мужа. В дальнейшем все обвинения были сняты со Штайнделя, но вернуться в оркестр он отказался и до конца жизни выступал преимущественно в ансамблях.